# Twin Peaks (Condado de Tuolumne)
El Twin Peaks (en español: Picos gemelos) son dos picos que hay en Sierra Nevada en el estado de California, Estados Unidos. Como dice el nombre mismo en inglés, es una montaña que tiene dos picos, aunque no son idénticos. El pico occidental tiene una elevación de 3758 m., mientras que el pico oriental tiene una altura de 3731 m. El collado entre ellos se llama Paso de Twin Peaks.
Los Twin Peaks están en la frontera entre el condado de Tuolumne y el condado de Mono. El Parque Nacional de Yosemite se extiende hacia el sur y hacia el oeste de él. Al noroeste de él se encuentra el área salvaje Hoover. Los picos en el área incluyen el Pico de Matterhorn al noroeste y, en el Sawtooth Ridge, el Virginia Peak en el sur y el Whorl Mountain en el suroeste. La dominancia es de 7,7 km, por lo que la montaña es la elevación más alta dentro de un radio de 7,7 kilómetros Es superada por el pico Dunderberg, que está situado al este y sureste.